# Amparo Arrebato
Amparo Ramos Correa (Santiago de Cali, Valle del Cauca,  Colombia, 30 de diciembre de 1944 - 15 de marzo de 2004) fue una bailarina popular colombiana famosa por ser una celebridad de la Feria de Cali  y como bailarina de varios músicos latinos populares. Ella fue apodada "Amparo Arrebato" por su manera fuerte y furiosa de bailar capaz de despertar sentimientos fuertes tanto en bailarines como en los espectadores.

## Historia
Nació en Santiago de Cali, Colombia, en el barrio "El hoyo", Carrera 1A  N.º 16-88, en la casa de residencia de ella vivió la famosa Jovita Feijó, vivió el conocido jugador de fútbol, Jairo Arboleda. También se presentó en los salones de su residencia la Orquesta de los Billo's Caracas Boys, la Orquesta de Pacho Galán y la Orquesta de Richie Ray y Bobby Cruz.
Amparo como estudiante se destacó en deportes de alta competencia como el baloncesto y el atletismo, siendo campeona departamental con récords nacionales en los 60, 100, 200 y 400 metros planos. Más tarde se convirtió en una celebridad popular de la Feria de Santiago de Cali . Su fama como bailarina comenzó en la década de 1960, gracias al reconocimiento de Dámaso Pérez Prado, "El Rey del Mambo", quien la invitó a unirse a su grupo de baile, invitación que ella para sorpresa de todos declinó.

## Momentos de Fama
En 1968, el dúo de Salsa puertorriqueño Richie Ray & Bobby Cruz lanza la conocida canción "Amparo Arrebato", compuesta en honor de la bailarina de 23 años, incluido en el Disco "Agúzate" de 1969. 
En Cali, por aquel entonces existía la costumbre popular de hacer acelerar los discos de acetato de 33 revoluciones por minuto a 45. Esa forma "dura" de bailar la salsa fue protagonizada por esta mujer, de manera que cuando el dúo la conoció, tuvo muchas dificultades para acelerar los temas de moda en aquellos momentos. Esa inesperada situación dio pie a la composición del tema en cuestión, que un año después fue incorporada al repertorio de los "Reyes de la Salsa".

## Fallecimiento
En el año 2004 Amparo Arrebato murió de un ataque al corazón en un hospital de la ciudad de Cali a los 59 años de edad.

## Artistas relacionados
- Richie Ray & Bobby Cruz
- Dámaso Pérez Prado